# V571 Draconis
Désignations
V571 Draconis (V571 Dra) est un système stellaire binaire situé dans la constellation du Dragon. Il a été découvert par Salvador Barquin, qui a classé l'étoile comme une variable binaire à éclipses de type W Ursae Majoris en mars 2018,. Sa magnitude apparente varie de 14,43 à 14,77 sur une période orbitale de 10,3 heures. Basée sur la moyenne de la parallaxe annuelle de 0,4670 milliarc secondes mesurée par l'observatoire astrométrique Gaia, ce système est situé à environ ∼ 7 000 a.l. (∼ 2 150 pc) de la Terre.